# Sporadopora micropora
Sporadopora micropora is een hydroïdpoliep uit de familie Stylasteridae. De poliep komt uit het geslacht Sporadopora. Sporadopora micropora werd in 1991 voor het eerst wetenschappelijk beschreven door Cairns. 